# Stolt fjällskivling
Stolt fjällskivling (Macrolepiota procera) är en hattsvamp. Det är en vitsporig och förnalevande skivling som växer i öppen skog, gläntor och betesmarker på sandig mark.   Den ljusa hatten täcks av mörka fjäll som lätt ramlar av från den. Hattbredden kan bli mycket stor, upp till 40 cm i diameter. Den går i Sverige att hitta redan i början av augusti och förekommer normalt fram till oktober.

## Förväxlingsrisker
Stolt fjällskivling är en god matsvamp som dock kan förväxlas med andra svampar. Främst med andra fjällskivlingar som rodnande fjällskivling. Allvarligare är att den även kan förväxlas med giftiga flugsvampar som brun flugsvamp och panterflugsvamp. Dessa blir dock sällan lika stora som stolt fjällskivling och har en mörkare brunaktig hatt. En bra regel till hjälp för att undvika att ta fel är:
- Flugsvamparnas hatt har ljusa fjäll på mörk botten.
- Stolt fjällskivling har mörka fjäll på ljus botten.

## Tillagning

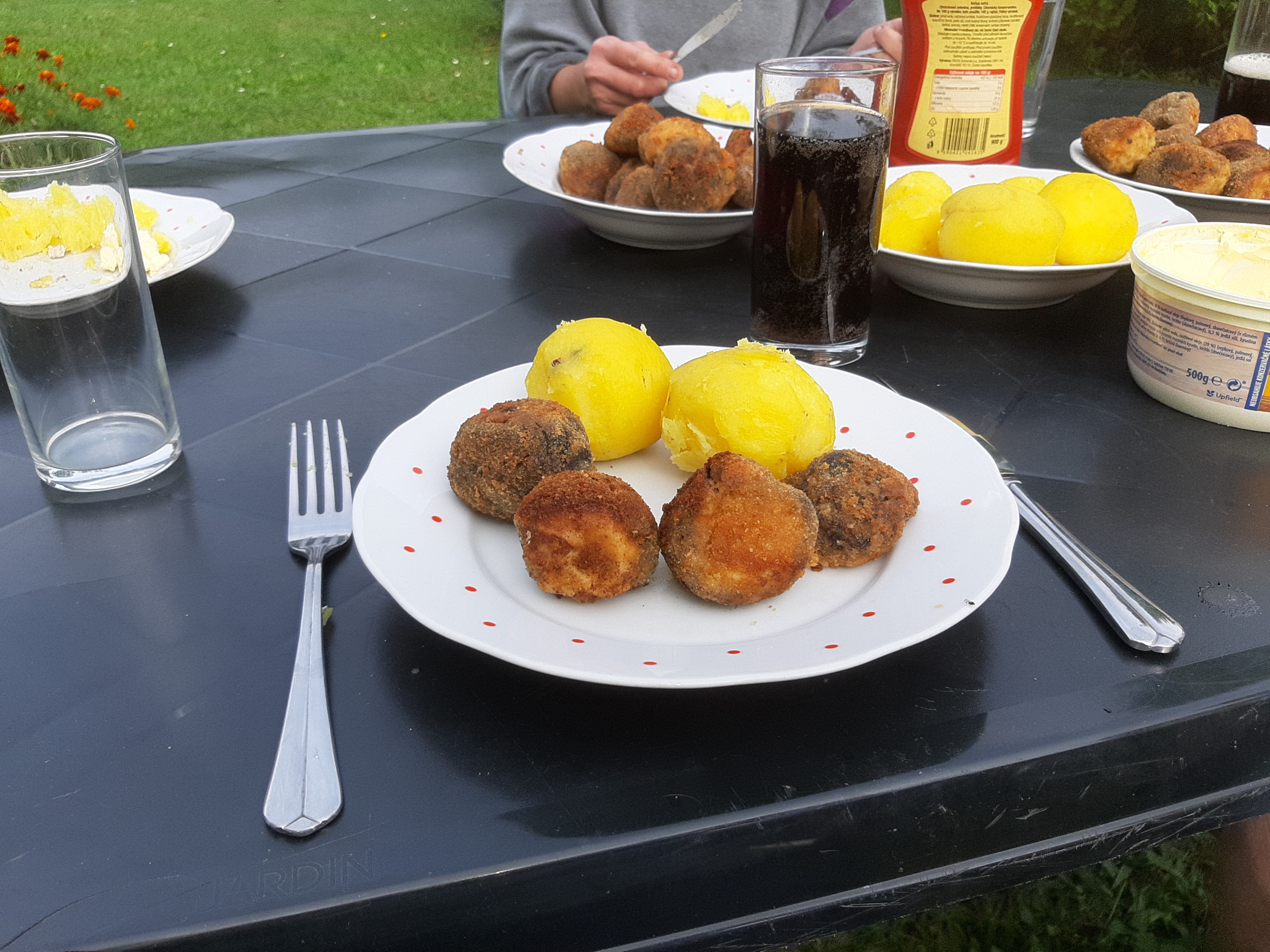
Svamp (Stolt fjällskivling) i smeten

Hatten stekes normalt i rikligt med smör. Ringen som sitter under hatten är en delikatess och ätes med fördel rå. Foten kan gärna torkas och malas och användas som smaksättare i olika grytor, stuvningar och redningar.
Unga hattar kan med fördel serveras som råkost, medan äldre exemplar kräver stekning. Svampen passar bäst till stekning då den i stuvningar får en lite slemmig konsistens. 
Ett gott tips är att i likhet med Portabello, panera hela hatten och äta den istället för kött. Den har en behaglig, mandelliknande doft och smak. 

## Övrigt
Stolt fjällskivling är Närkes landskapssvamp.

## Galleri

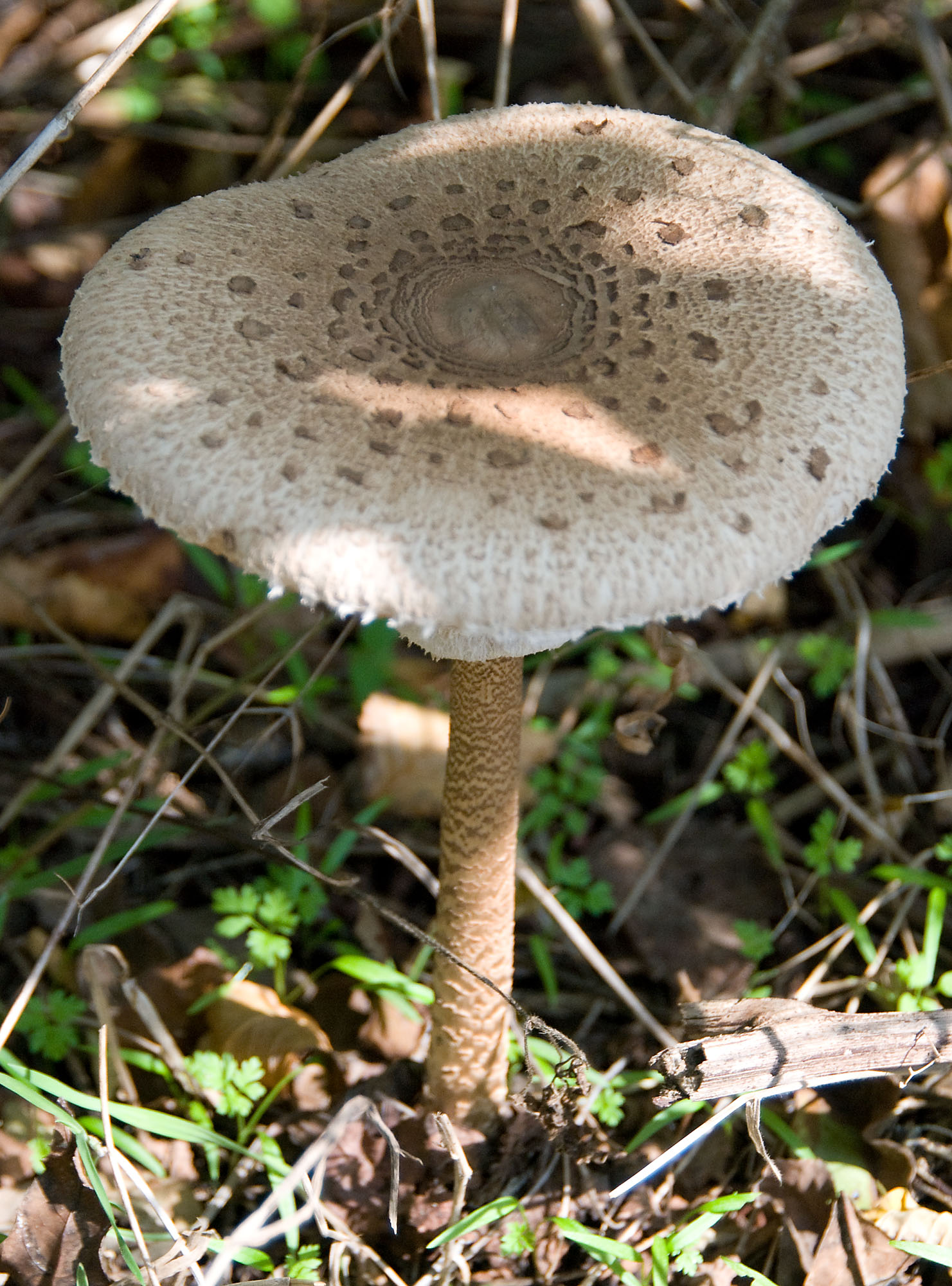
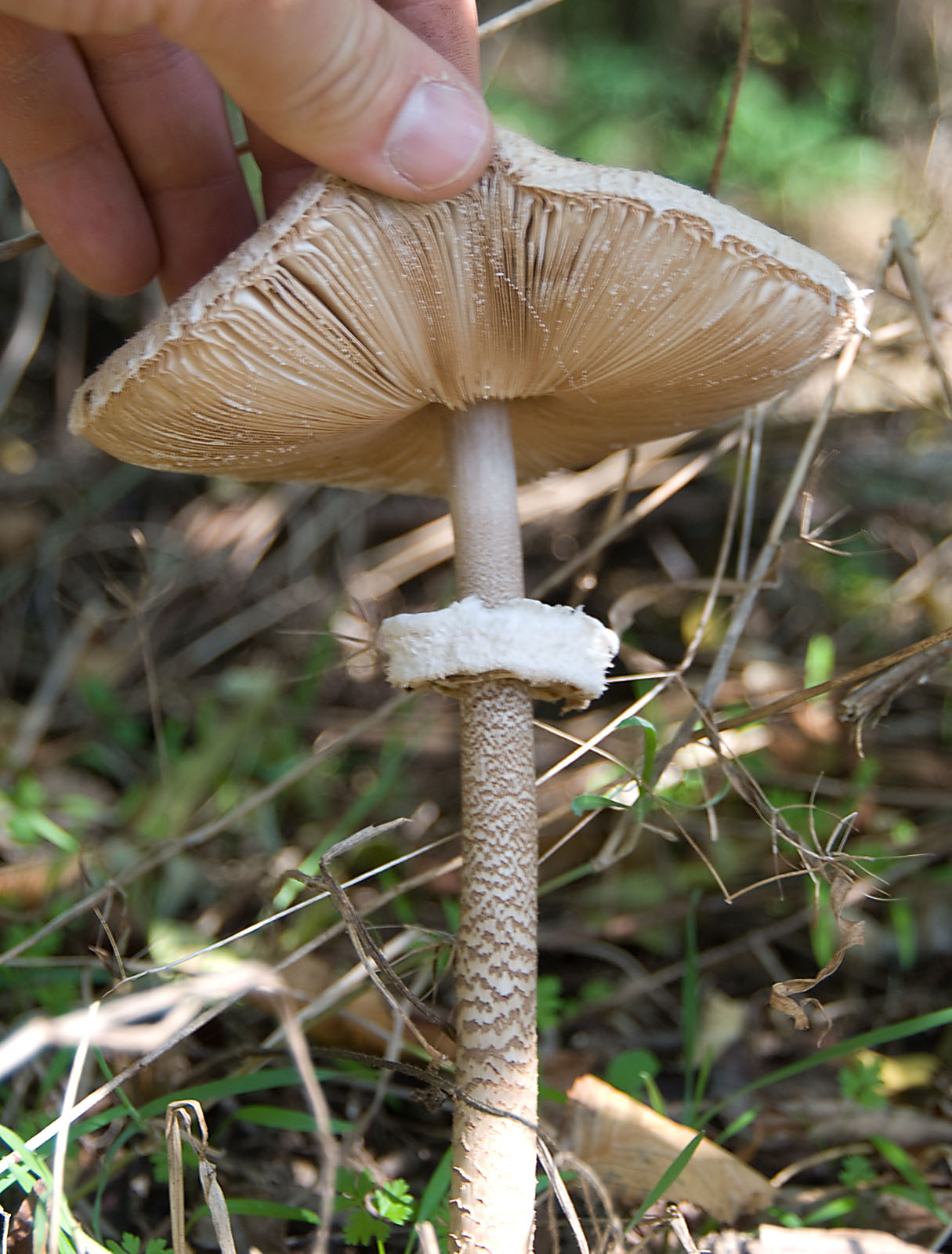
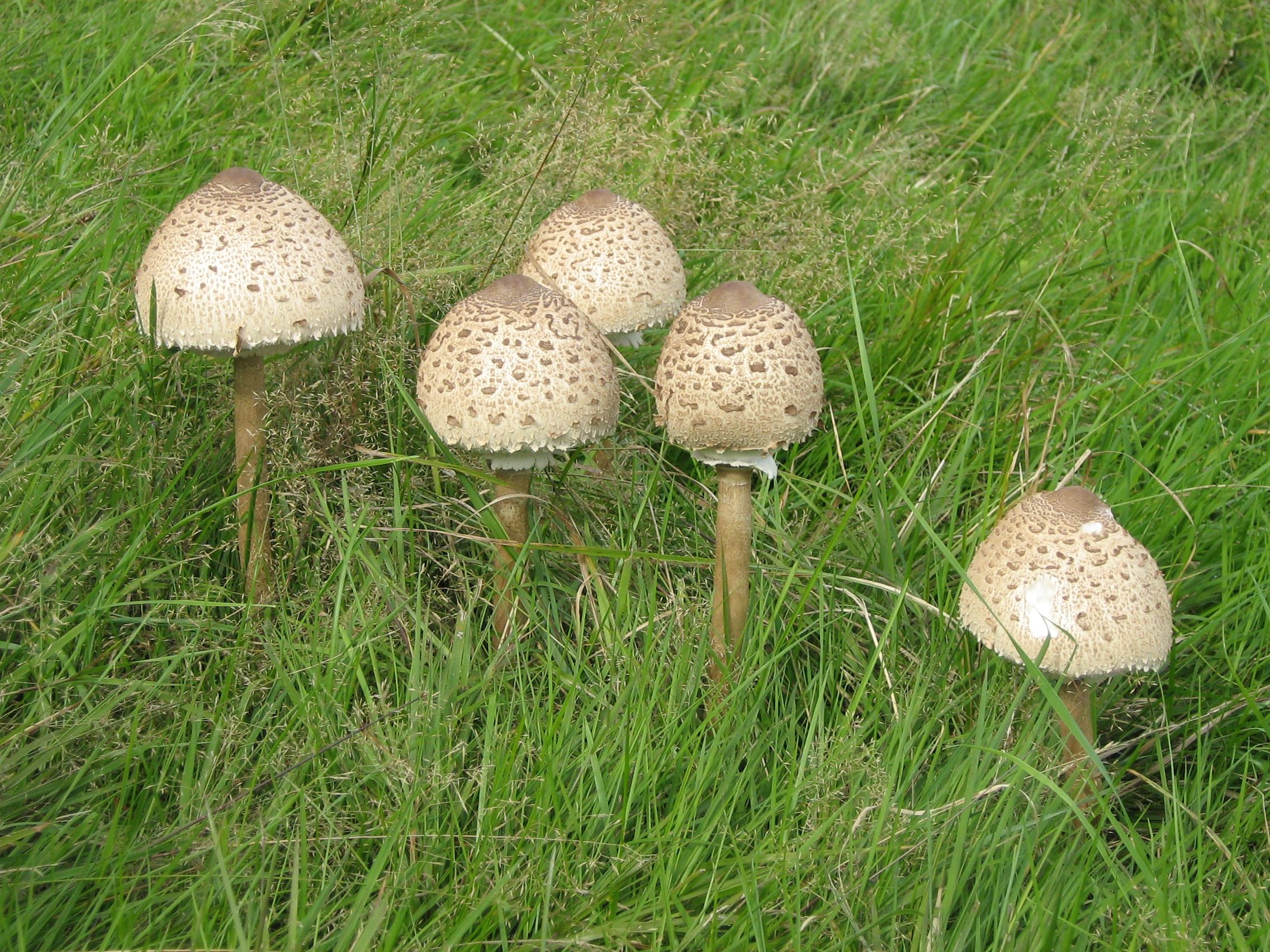
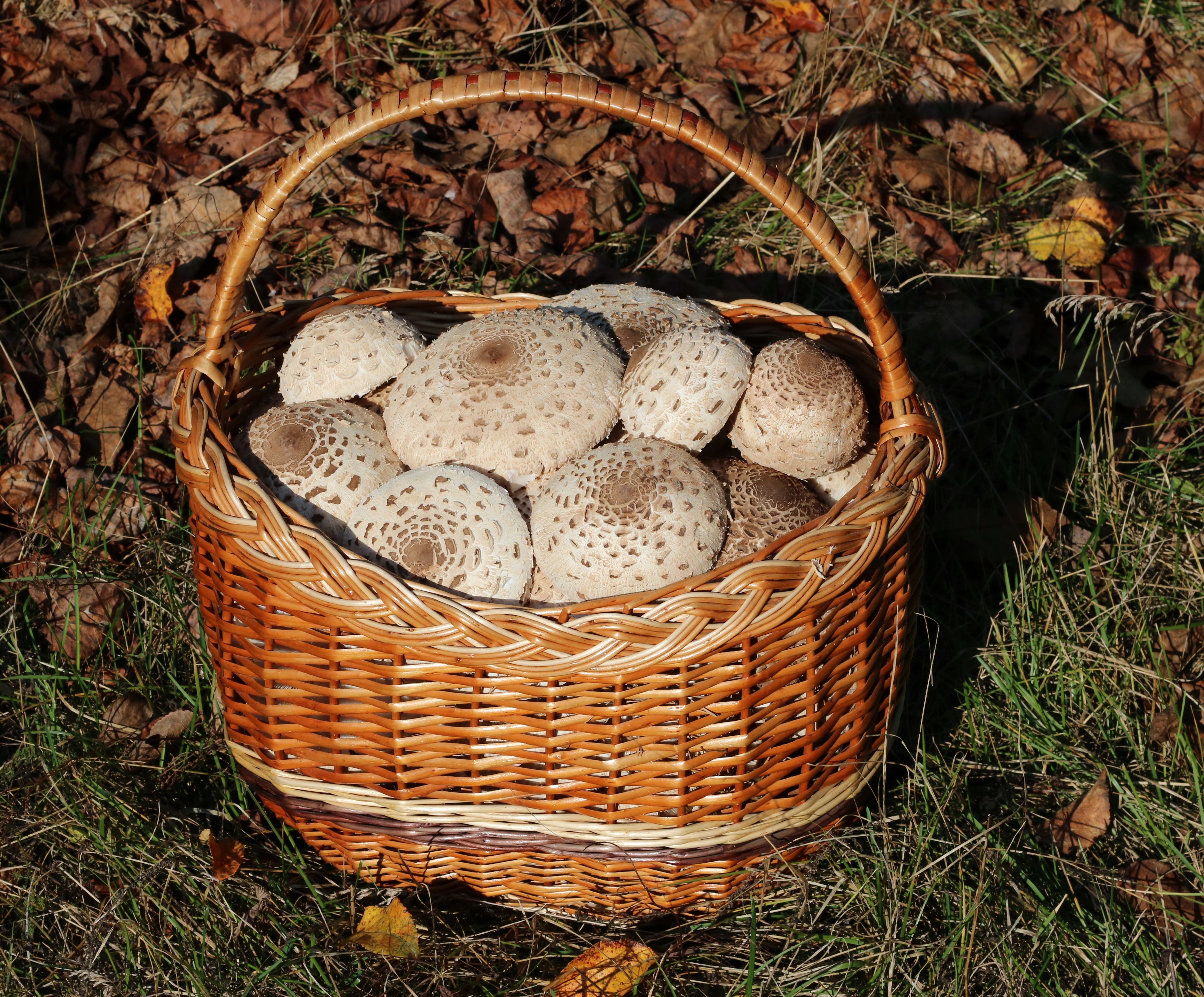
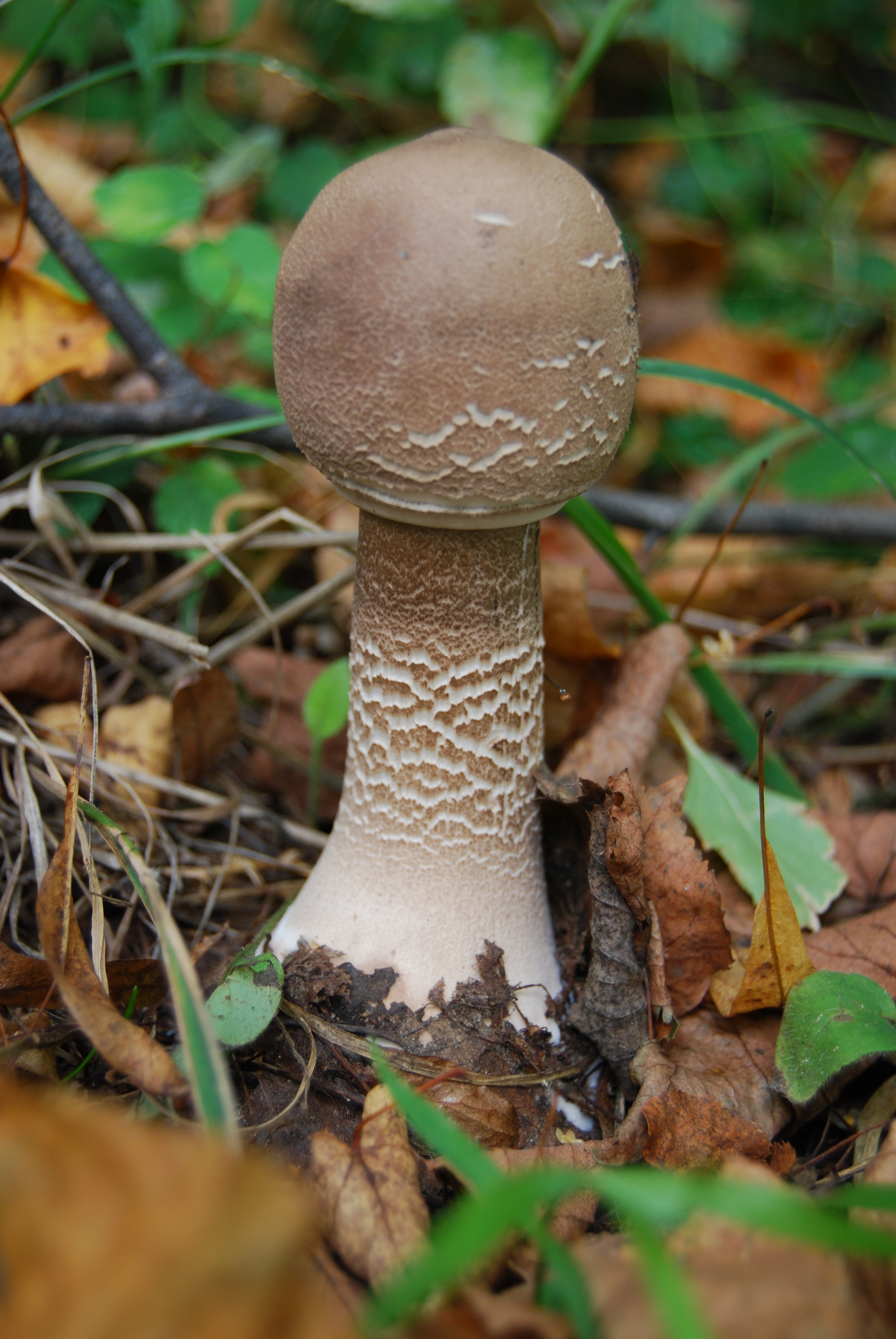
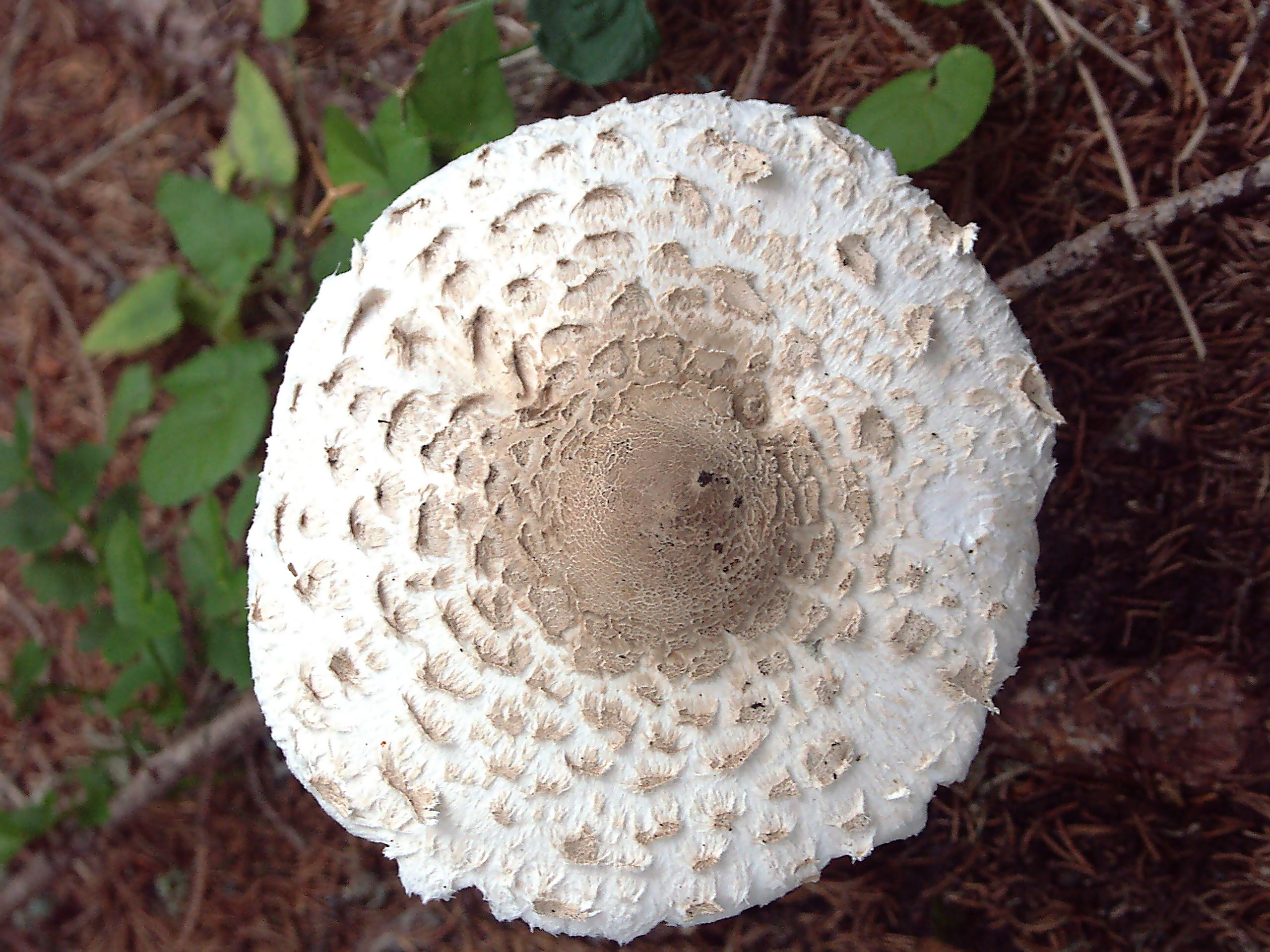
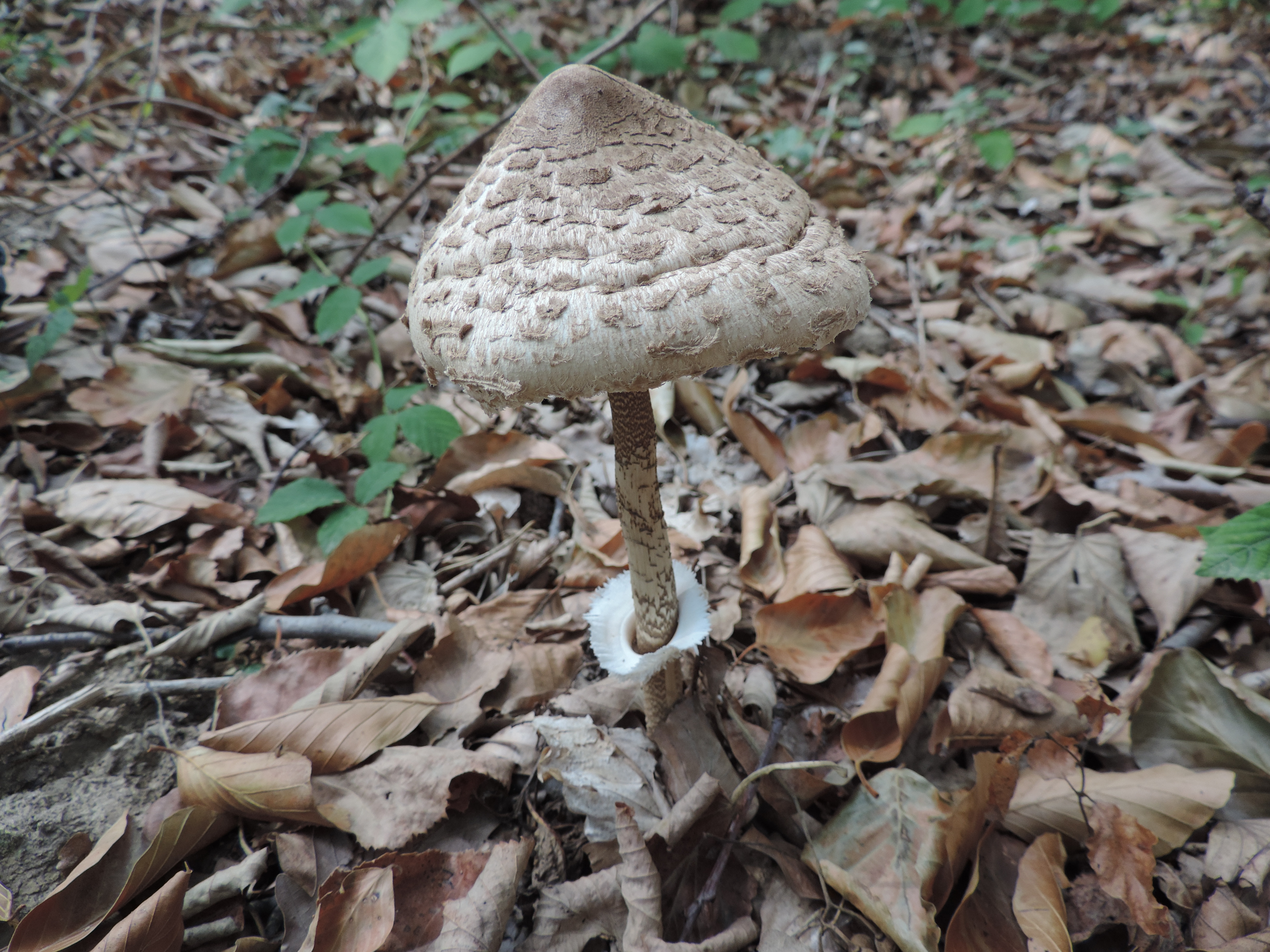